# الحنانشة
الحنانشة، بلدية في دائرة المشروحة في ولاية سوق أهراس.